# Городня (нижний приток Ламы)
Городня́ (иногда также Городенка) — река в Лотошинском районе Московской области России, левый приток Ламы. Исток у деревни Воробьёво, впадает в Ламу в районе деревни Узорово.
Длина реки составляет 11 км, по другим данным — 14 км. Равнинного типа. Питание преимущественно снеговое. Замерзает обычно в середине ноября, вскрывается в середине апреля. Сырые луга и болотистые леса в верховьях Городни вкупе с автодорогой и деревнями делают реку малопривлекательной для туристов.
На реке расположены деревни Воробьёво, Шилово, Сологино и Узорово.

## Данные водного реестра
По данным государственного водного реестра России, относится к Верхневолжскому бассейновому округу. Речной бассейн — (Верхняя) Волга до Куйбышевского водохранилища (без бассейна Оки), речной подбассейн — бассейны притоков (Верхней) Волги до Рыбинского водохранилища, водохозяйственный участок — Волга от города Тверь до Иваньковского гидроузла (Иваньковское водохранилище).